# 潭陽ジャンクション
潭陽ジャンクション（タミャンジャンクション）は大韓民国全羅南道潭陽郡にある光州大邱高速道路（12号線）と高敞-潭陽高速道路（253号線）を結ぶジャンクションである。

## 接続する路線

### 光州・大邱方面
- 光州大邱高速道路（13番）

### 高敞・大徳方面
- 高敞-潭陽高速道路（6番）

## 隣
光州大邱高速道路
(12) 古西JCT - (13) 潭陽JCT  - (14) 潭陽IC
高敞-潭陽高速道路
(5) 北光州IC - (6) 潭陽JCT - (7) 大徳JCT